# Resnik (Chorwacja)
Resnik – wieś w Chorwacji, w żupanii pożedzko-slawońskiej, w mieście Pleternica. W 2011 roku liczyła 307 mieszkańców.